# Переворот в Румынии (1944)

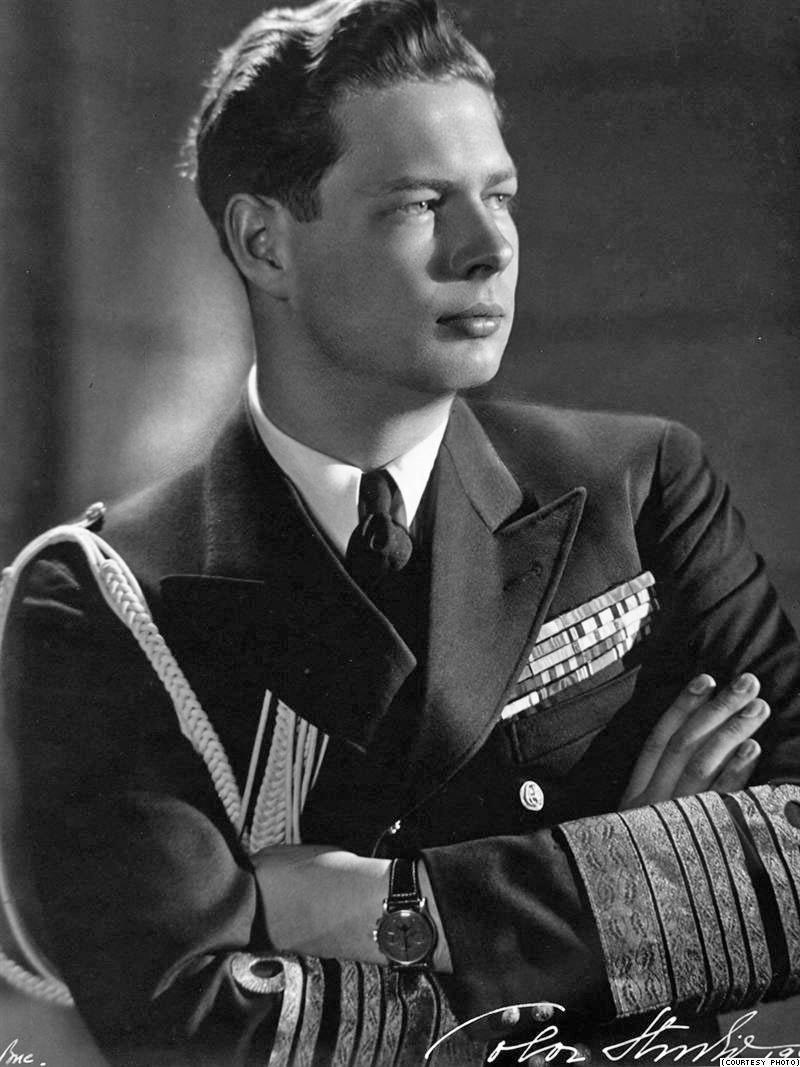
Михай I

Переворо́т 1944 го́да (А́вгустовское восста́ние) — государственный переворот в Румынии 23 августа 1944 года, организованный и проведённый королём страны Михаем I и оппозиционными маршалу Иону Антонеску партиями. Новым премьер-министром и фактическим руководителем страны стал Константин Сэнэтеску. Встав на сторону Антигитлеровской коалиции, Румыния тем самым объявила войну Венгрии и Германии. За этим последовал ввод советских войск на территорию страны и установление в Румынии просоветского режима.

## Причины

### Предыстория
В Румынии в сентябре 1940 года в результате территориальных уступок Венгрии, Болгарии и СССР и внешнеполитической изоляции страны к власти пришёл Ион Антонеску, возглавивший Румынию, и фашистская организация «Железная Гвардия» под руководством Хории Симы, из членов которой состояло правительство страны. Сам Сима стал вице-премьером Румынии. Также в стране сменился король — на трон взошёл девятнадцатилетний Михай I, который фактически стал марионеточным королём. Румыния сменила внешнеполитический курс, теперь, вместо Великобритании и Франции, ориентируясь на Германию.

Румыния в 1941—1944

В результате политических репрессий и возникшего в стране осеннего кризиса и экономического спада между Ионом Антонеску и Хорией Симой возникли серьёзные разногласия. Зимой 1940-1941 годов в страну были введены немецкие войска для контроля нефтяных месторождений. С их помощью Хория Сима надеялся свергнуть Антонеску, в январе 1941 года подняв мятеж. Легионеры «Железной Гвардии» с 19 по 23 января совершали погромы и вели бои с полицией и внутренними войсками в крупнейших городах страны. Однако, вопреки ожиданиям Хории Симы, Германия встала на сторону Иона Антонеску. Таким образом, не получив немецкой поддержки, легионеры были разбиты румынскими войсками, а «Железная Гвардия» распущена. Вся полнота власти в стране перешла в руки Антонеску, который провозгласил себя кондукэтором.
22 июня 1941 года Румыния выступила на стороне Германии против СССР, таким образом вступив во Вторую мировую войну. Румынские войска за месяц (с 22 июня по 23 июля) овладели отданными в 1940 году Советскому Союзу территориями (Бессарабией и Буковиной), а также заняли Транснистрию. На этих территориях была учреждена румынская администрация. После того, как 16 октября пала Одесса, многие жители Румынии сочли войну завершённой, однако 3-я и 4-я румынские армии были отправлены вместе с немецкими войсками далеко на восточный фронт. Румынские войска принимали участие в боях на Южной и Восточной Украине, в Крыму, на Кубани, на Северном Кавказе, у Сталинграда. Однако с осени 1942 года румынские армии на востоке стали нести большие потери, а в декабре произошла череда поражений. Немецко-румынские войска начали отступление на запад, оставляя за собой захваченные территории. Весной 1944 года советские войска приближались к Транснистрии, а 13 марта 1944 года в ходе Днепровско-Карпатской операции 2-й Украинский фронт подошёл к Южному Бугу.

### Внутренняя нестабильность в Румынии, политическое противостояние

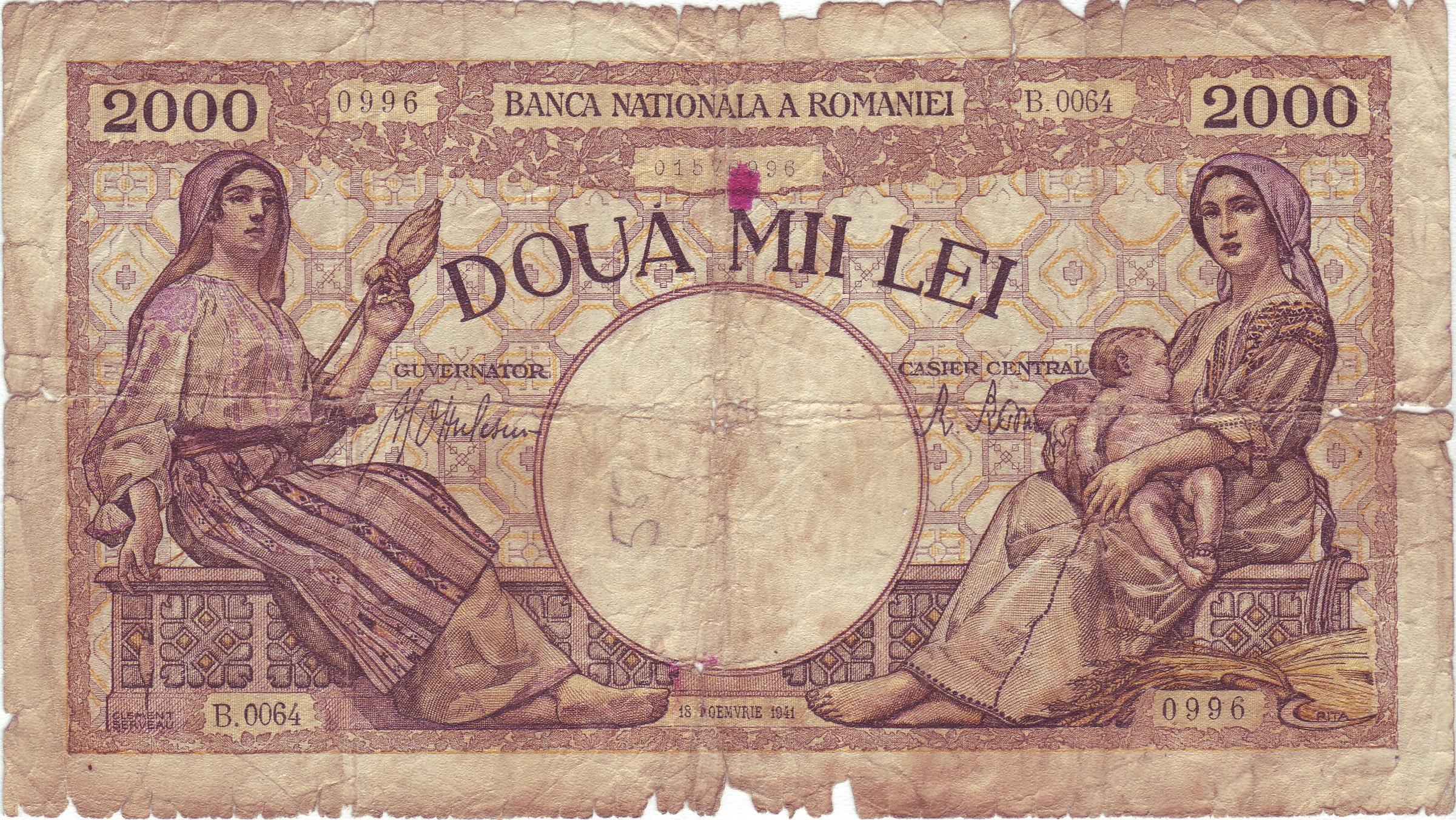
Румынский лей 1941 года номиналом 2000

Затяжная война привела к возникновению экономической нестабильности в стране. Постоянные расходы на содержание румынских армий далеко на восточном фронте и зависимость румынской экономики от Германии и Венгрии, а также от сырья Транснистрии, которая была передана под управление германской администрации и из которой вывозилось аграрное сырьё, ослабляло национальную экономику страны. По оценкам Антонеску в 1943 году, «эта война стоит Румынии 300 млрд. лей», а Румыния поставила Германии «более 8 млн тонн нефти, угрожая своим национальным запасам и самим залежам». В результате к 1944 году экономика страны пришла в упадок: немецкая эксплуатация нефтяных месторождений, огромные затраты на вооружения и людские потери на фронте привели к зарождению экономического кризиса, охватившего все отрасли. Началась гиперинфляция, лей резко обесценился. Так, его отношение к послевоенной румынской валюте составляло 20 000 к одному.
Министр земледелия часто призывает крестьян к обработке своих земель, но эти платонические призывы остаются безрезультатными. Мы находим, что по отношению к упрямым крестьянам нужно применять драконовские меры…
Серьёзным ударом по экономике страны пришлось наступление советских войск на Украине и их приближение к Южному Бугу — восточной границе Транснистрии. Дальнейшее наступление советских войск привело к тому, что Румыния к лету 1944 года потеряла контроль над Транснистрией, Буковиной и северной Бессарабией. В Румынию прекратились поставки дешёвого сырья с востока — территорий СССР, которые с 1941 года находились под контролем Румынии. К тому моменту румынские крестьяне, вынужденные трудиться на нужды армии и неспособные в связи с этим прокормить себя, отказались выходить на работы. Таким образом Румыния понесла серьёзный ущерб в сельскохозяйственной отрасли. Все эти факторы (военное истощение страны, экономический ущерб, серьёзные потери на восточном фронте и неоправданность дальнейшей войны против СССР после того, как были возвращены территории, утраченные в 1940) привели к возникновению и широкому распространению пацифистского и антифашистского движений.
Для того, чтобы отвлечь население Румынии от проблем в стране и на фронте, румынское руководство попыталось спровоцировать конфликт с Венгрией, тем самым сосредоточив внимание общественности на румынско-венгерской границе. Весной 1944 года на ней регулярно происходили перестрелки, что только обострило внешнеполитическую ситуацию и позволило Германии воспользоваться румынско-венгерскими противоречиями. Летом на восточном фронте установилось затишье, что позволило начать приготовления к перевороту.

### Заговор

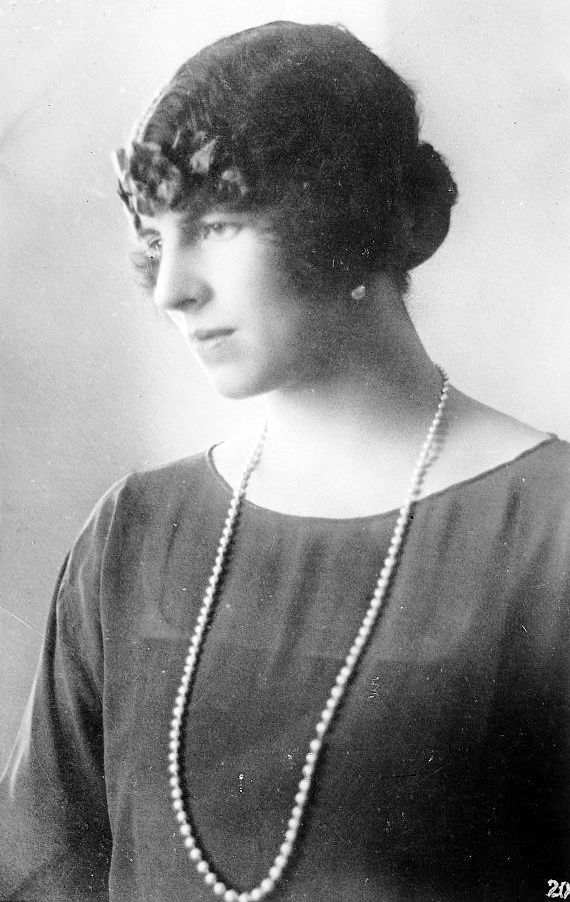
Королева-мать Елена

С самого прихода Антонеску к власти к нему глубоко в оппозиции находилась Коммунистическая партия Румынии (КПР); также кондукэтору противостояли Национал-царанистская и Национал-либеральная партии во главе с Юлиу Маниу и Дину Брэтиану соответственно. В отличие от КПР, эти партии были более умеренны по отношению к действующему руководству страны. Однако в ситуации, которая сложилась на фронте весной, они примкнули к противникам действующего режима. Михай I и его окружение также стремились сместить кондукэтора, в частности, король стремился к выведению Румынии из войны, союзу с США и Великобританией и вводу в страну их войск. В первой половине 1944 года коммунисты организовали Национально-демократический фронт и начали переговоры с высокопоставленными лицами в вооружённых силах Румынии. 20 июня возник национально-демократический блок, в который вошли коммунисты, социал-демократы, национал-либералы и национал-царанисты. Это создало угрозу Иону Антонеску.
В круг заговорщиков вошли: Михай I, король страны, и королева-мать Елена; Юлиу Маниу, Дину Брэтиану и Петреску, лидеры крестьянской, либеральной и социал-демократической партий соответственно; Григоре Никулеску-Бузети, глава МИД Румынии, генерал Константин Сэнэтеску, глава Королевской Палаты, генерал Аурел Алдя, Ионел Моксони-Старча, королевский секретарь, Мирча Иоанициу, близкий друг короля, полковник Эмилиан Ионеску, майор Антон Думитреску, а также коммунисты Лукрециу Пэтрэшкану и Эмиль Боднэраш. Также к заговорщикам присоединились некоторые члены партий, лидеры которых были посвящены в заговор.

## Ход событий

### Ясско-Кишинёвская операция (21—22 августа)
19 марта 1944 года Красная Армия на севере Одесской области подошла вплотную к Днестру, а с 20 марта началось форсирование реки. В течение марта-апреля Румыния потеряла Буковину, север Молдавии и Одессу. Также советские войска заняли небольшую территорию на северо-востоке Румынии. К концу весны фронт стабилизировался на востоке по линии Днестра и на севере по линии Рэдеуць — Пашкани — Оргеев — Дубоссары. Война перенеслась на территорию Румынии. В таких условиях СССР ещё во время проведения операции 12 апреля предложил перемирие Румынии на своих условиях, однако Ион Антонеску категорически отказался выполнять советские требования.
Затишье на фронте в начале лета позволило советскому командованию провести перегруппировку войск, а румынскому — укрепить позиции своих войск и подготовиться к обороне. К тому моменту 12 немецких дивизий группы армий «Южная Украина» были переброшены из Румынии на запад Украины и в Белоруссию, где велись ожесточённые бои. Накануне операции группа армий «Южная Украина» под командованием Ганса Фриснера обладала 25 немецкими, 22 румынскими дивизиями и 5 румынскими бригадами в составе 6-й и 8-й немецких армий, 3-й и 4-й румынских армий и 17-го армейского немецкого корпуса. Войска поддерживал 4-й воздушный флот, в составе которого было 810 самолётов. У СССР на этом участке фронта было преимущество в численности войск. У Днестра и на севере Молдавии находились 2-й Украинский фронт под командованием Родиона Яковлевича Малиновского, 3-й Украинский фронт под командованием Фёдора Ивановича Толбухина и Черноморский флот, в том числе и Дунайская военная флотилия.

Схема Ясско-Кишинёвской операции

20 августа советские войска открыли мощный артиллерийский огонь по румынским позициям, тем самым начав артиллерийскую подготовку. Вслед за этим последовало наступление 27-й и 6-й танковой советских армий в районе Ясс, которое попыталось предотвратить немецкое командование, бросив в контратаку 3 пехотные и 1 танковую дивизии. Это не переломило ситуацию, и 21 августа советские войска прорвали линию фронта на 65 км по фронту и до 40 км в глубину, овладев Яссами и Тыргу-Фрумос. Заняв эти два города, командование 3-го Украинского фронта получило приказ из Ставки Верховного Главнокомандования окружить противника, сомкнув усилиями двух фронтов кольцо в районе Хуши, тем самым отрезав румынско-немецкие войска в Кишинёве от сообщения с Румынией. 22 августа румынским войскам поступила директива отступить из Кишинёва, однако уже было поздно. Советские войска отрезали все пути отступления.
Вечером того же дня силами Дунайской военной флотилии был взят Аккерман, после чего началось наступление вдоль черноморского побережья в южном направлении. 23 августа кольцо вокруг немецко-румынских войск замыкалось, 18-й танковый корпус вышел в район Хуши, 7-й механизированный корпус — к Пруту в районе Леушен, 4-й гвардейский механизированный корпус — к Леово. 3-я румынская армия была вытеснена 46-й советской армией 3-го Украинского фронта к Чёрному морю, где была окружена. На фронте образовался 100-километровый прорыв.

### Переворот (23 августа)
Изначально свергнуть Антонеску планировалось 26 августа, однако Ясско-Кишинёвская операция нарушила планы заговорщиков, поэтому переворот состоялся 23 августа, в разгар боёв в Молдавии и на северо-востоке Румынии. В этот день Константин Сэнэтеску позвонил Иону Антонеску и попросил того прибыть во дворец якобы для обсуждения дальнейших военных действий против СССР в связи с поражением на восточном фронте. В 16:30 Антонеску прибыл в королевский дворец. В жёлтом салоне дворца его ожидали Сэнэтеску и Михай I. В соседнем помещении в ожидании результатов переговоров короля с кондукэтором находились Аурел Алдя, Ионел Моксони-Старча, Григоре Никулеску-Бузети, Мирча Иоанициу, а также Эмилиан Ионеску и Антон Думитреску с личной охраной короля.

Королевский дворец в Бухаресте (фотография 1941 года)

Михай I предложил Антонеску прекратить войну и подписать перемирие с Советским Союзом. Кондукэтор категорически отказался от немедленной капитуляции Румынии и разрыва союза с Гитлером и попросил предоставить ему несколько дней на то, чтобы обдумать складывающуюся на фронте ситуацию. Король понял, что Ион Антонеску не собирается прекращать войну и не сложит с себя полномочий руководителя страны. Михай I в 17:15 на несколько минут покинул Антонеску и ушёл в соседнее помещение к заговорщикам для обсуждения дальнейших действий против Иона Антонеску. Когда он вернулся, то предложил Антонеску немедленно сложить с себя полномочия:
«Уважаемый маршал, видя желание моего народа, выраженное представителями большинства, лидерами демократических партий — выйти немедленно из войны, чтобы спасти страну от катастрофы — мы решили свергнуть вас сегодня»
Оригинальный текст (рум.)«Domnule mareşal, vazand voinţa poporului meu, exprimata de reprezentanţii majoritaţii lui de şefii partidelor democratice, ca sa iesim imediat din război pentru a salva ţara de un dezastru mai mare pentru toata lumea, am hotarat sa va propun rasturnarea chiar astazi»
Когда Антонеску возмутился и начал возражать против указа монарха, король сказал ему: «господин маршал, мы оба дадим ответ перед Богом и историей!» После этих слов Михай I покинул жёлтый салон, а Антонеску был арестован королевской охраной под руководством Эмилиана Ионеску и заперт в надёжной комнате во дворце. Король немедленно назначил премьер-министром Константина Сэнэтеску, который взял на себя руководство переворотом. По приказу Сэнэтеску, вслед за Антонеску были арестованы его высокопоставленные приближённые: генералы Константин Пантази и Василиу, полковник Мирча Элефтереску, глава спецслужб Румынии Еужен Кристеску и глава жандармерии генерал Константин Тобеску. Охрана высокопоставленных лиц была поручена коммунистическому отряду Эмиля Боднэраша (румынского коммуниста украинского происхождения и двойного агента НКВД и Сигуранцы). Одновременно коммунисты по договорённости с Михаем I подняли в Бухаресте вооружённое восстание. В короткий срок были заняты все государственные учреждения города, а также телефонная и телеграфная станции. Это позволило прервать связь немецких командиров, находящихся в Бухаресте, с Германией. В 23:30 Михай I выступил с обращением ко всем жителям Румынии по радио. Он объявил о смене власти в стране, о прекращении войны против СССР и перемирии с Великобританией и США. Была провозглашена декларация об образовании нового правительства во главе с Константином Сэнэтеску. Было принято мирное предложение от СССР от 12 апреля 1944 г. 25 августа правительство СССР было проинформировано о том, что румынское руководство приняло предложение.
После того, как Михай I выступил по радио, он покинул Бухарест. Король скрылся в горах Олтении неподалёку от Крайовы, оставив в столице Румынии для управления внутренними делами Константина Сэнэтеску. 31 августа Ион Антонеску и другие высокопоставленные лидеры были переданы советским органам СМЕРШа и на грузовиках вывезены в Бельцы, откуда на поезде были доставлены в Москву.

### Реакция румынских и немецких военных. Ввод РККА (24—31 августа)

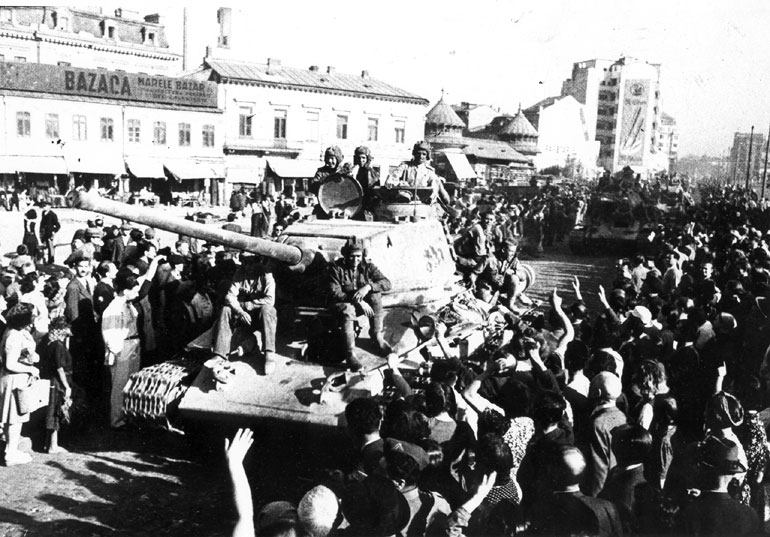
Советские войска занимают Бухарест 31 августа 1944 года

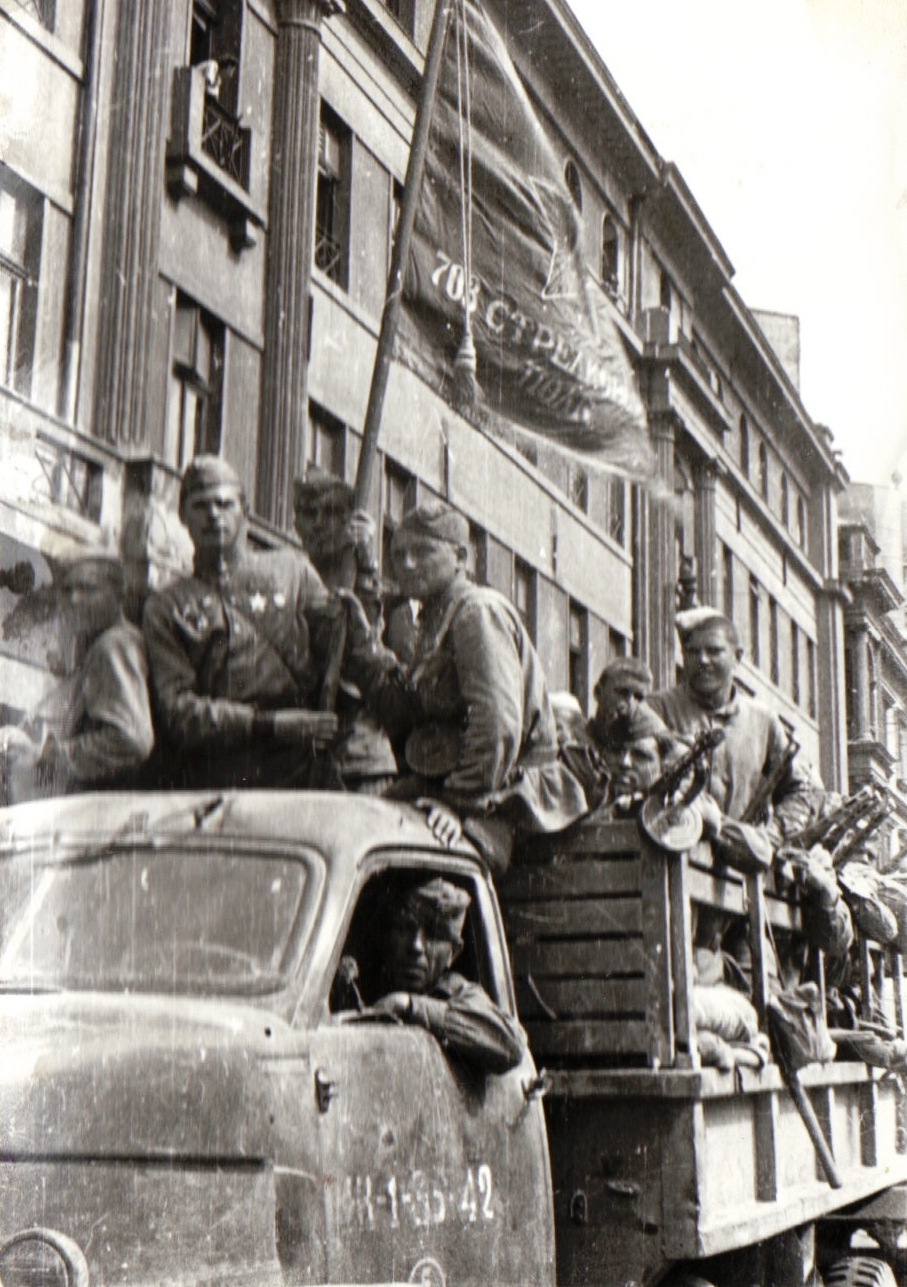
Солдаты 703-го стрелкового полка Красной армии вступают в Бухарест 31 августа 1944 года

Когда новое румынское правительство одобрило перемирие с СССР, 25 августа советское руководство передало по радио заявление, в котором сообщалось о намерении СССР сохранить территориальную целостность, государственный строй и независимость Румынии, а также срочно направило в страну 50 дивизий. Советским Союзом предлагалось румынским войскам немедленно прекратить сопротивление возле Прута. В заявлении от 25 августа говорилось:
Советское Верховное командование считает, что если румынские войска прекратят военные действия против Красной Армии и если они обяжутся рука об руку с Красной Армией вести освободительную войну против немцев за независимость Румынии, <…> то Красная Армия не будет их разоружать, сохранит им полностью всё вооружение и всеми мерами поможет им выполнить эту почётную задачу
Не все румынские офицеры сразу узнали о перемирии с Советским Союзом, а некоторые просто не поддержали нового руководства, поэтому военные действия на востоке Румынии и на юге Молдавии продолжались до 29 августа, пока советские войска не окружили остатки румынских армий. По современным румынским данным, в результате операции около 150 тысяч румынских солдат и офицеров попало в советский плен, по другим источникам цифра была выше — 208 600 человек.
К моменту переворота в Румынии в составе группы армий «Южная Украина» находились 6-я немецкая армия, 8-я немецкая армия, 17-й армейский немецкий корпус и 2-я венгерская армия. Немецкие командиры попытались подавить восстание в Бухаресте. В город были срочно направлены войска, которых задержали верные Михаю I румынские части. Немецкие армии, находившиеся в тот момент на фронте, также срочно попытались отступить в тыл, однако были остановлены Красной армией. Кроме того, до прихода советских войск с 23 по 25 августа столица Румынии трижды подвергалась налётам самолётов люфтваффе, которые базировались неподалёку от города в Отопенах. Были разрушены или серьёзно повреждены несколько зданий Бухареста, в том числе национальный театр и королевский дворец. Немецкая авиация была вовремя подавлена налётом британских и американских ВВС. В то же время румынские войска, перешедшие на сторону новой власти, атаковали немецкие части, расквартированные в Плоешти, заставив немцев покинуть город. Началось спешное отступление германских войск из Румынии в Венгрию, которому препятствовали отряды румынских добровольцев. Из-за этого попытки немецких частей прорваться к венгерской границе часто были проблематичны. Хаотичное отступление сопровождалось грабежами румынских городов и деревень. В ходе немецкого отступления из-за деятельности добровольческих отрядов около 50 тысяч немецких солдат попали в румынский плен. 31 августа, после завершения Ясско-Кишинёвской операции, Красная армия достигла столицы Румынии.

## Последствия

### Продолжение войны в Румынии

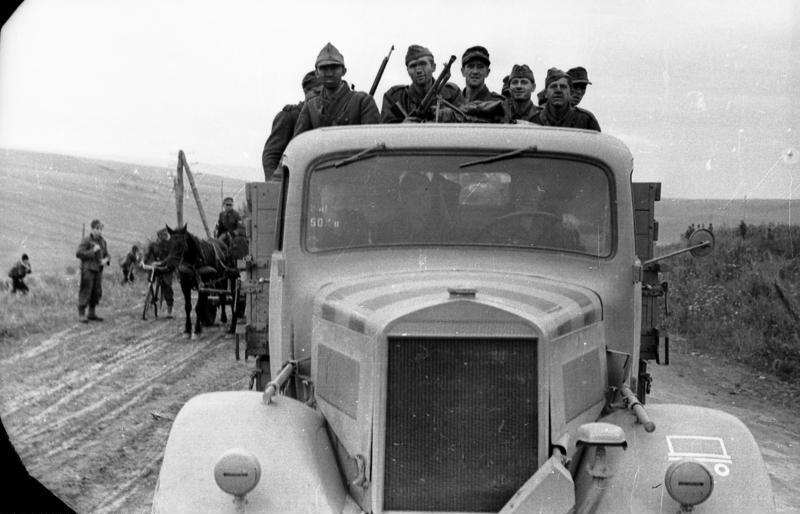
Румынские и немецкие солдаты отступают в Венгрию (август 1944)

После того, как Красная Армия без сопротивления заняла Бухарест, советские войска продолжили продвижение к западным границам Румынии. Наступление велось силами 2-го и 4-го Украинского фронтов. 2-й Украинский фронт наступал в направлении Трансильвании, а 4-й продвигался в направлении Словакии, вдоль северных границ Румынии. 3-й Украинский фронт достиг Дуная, откуда начал наступление в глубь Болгарии. Советские войска поддержали 1-я и 4-я румынские армии; сторону Германии заняла 3-я румынская армия. 1-я и 4-я румынские армии и 4-й румынский армейский авиационный корпус к тому моменту были передислоцированы с востока Румынии на западный фронт и переданы в подчинение 2-му Украинскому фронту. Во 2-й Украинский фронт под командованием Р. Я. Малиновского входили: 27-я армия, 40-я армия, 52-я армия, 53-я армия, 4-я гвардейская армия, 7-я гвардейская армия, 6-я танковая армия, 18-й отдельный танковый корпус и конно-механизированная группа. Фронту оказывала поддержку 5-я воздушная армия. Им противостояла группа армий «Южная Украина», которая находилась в Румынии до переворота, под командованием Г. Фриснера.

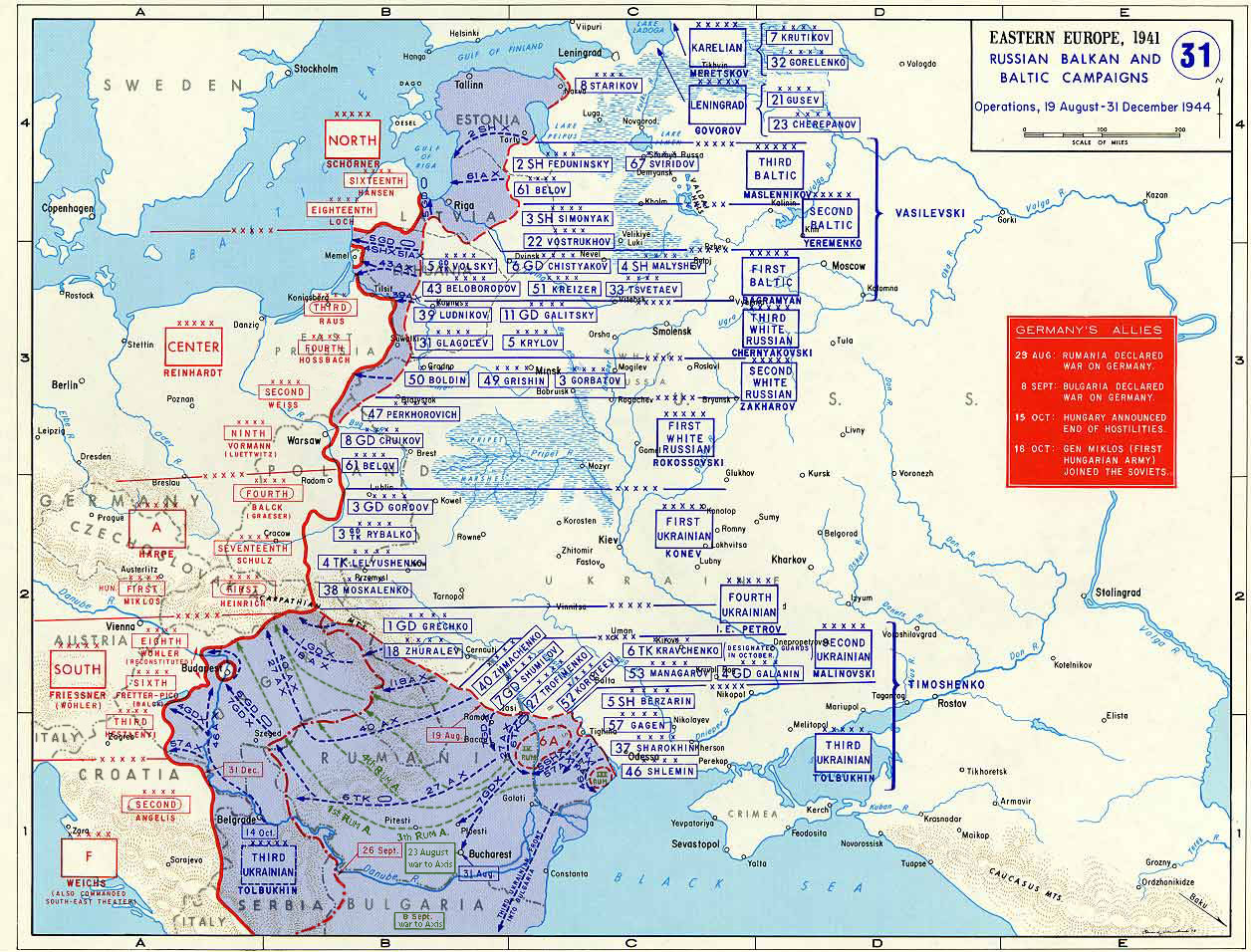
Операции Красной Армии в Прибалтике и на Балканах с 19 августа по 31 декабря 1944 года

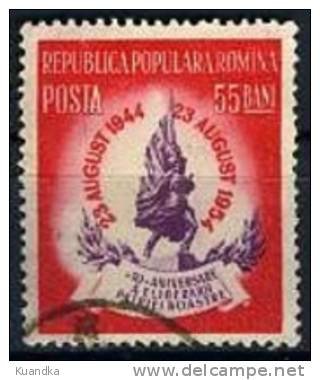
Почтовая марка Румынии 1954 года, посвящённая 10-й годовщине свержения режима Антонеску

Наступление сил 2-го Украинского фронта на Трансильванию было прекращено из-за сильного сопротивления немецких и венгерских войск на ключевых перевалах в Карпатах (Кымпулунг-Молдовенеск, Онешти, Олтуз и Георгени). Другая ситуация складывалась на юге Румынии, где уже к 15 сентября силами 53-й советской армии была взята Слатина, что позволило новому румынскому руководству распространить свою власть на всю Валахию, Молдову и Банат, то есть территорию Румынии, установленную Вторым Венским арбитражем. Военные действия с румынской территории были перенесены в Венгрию, Болгарию и Югославию.
Попытка Красной Армии начать повторное наступление в Трансильвании провалилась: противник сосредоточил на этом участке фронта 27 немецких и венгерских дивизий и бригад, в том числе 6 танковых и моторизированных дивизий. Вновь были развязаны ожесточённые бои за горные перевалы. В результате линия фронта долгое время оставалась статичной. Однако с юга Трансильвании велось наступление левого крыла 2-го Украинского фронта, которое к середине сентября вышло в тыл к немецко-венгерским войскам, оборонявших перевалы через Карпаты. В такой ситуации те вынуждены были отступить. 24 сентября советско-румынские войска вышли к довоенной румынско-венгерской границе близ Мако. Теперь румынское руководство контролировало почти всю территорию страны, включая потерянную в результате Второго Венского арбитража Северную Трансильванию. Окончательно вся территория Румынии была взята под контроль только после Дебреценской операции 7—15 октября.

### Изменение политики Румынии. «Социалистическая монархия»
Согласно принятому 23 августа советскому мирному предложению от 12 апреля 1944 года Румыния обязывалась:
1. Разорвать отношения с Германией и сражаться на стороне Антигитлеровской коалиции против Третьего рейха
2. Восстановить советско-румынскую границу по состоянию на 1940 год
3. Возместить Советскому Союзу ущерб, нанесённый военными действиями и оккупацией части советской территории
4. Возвратить в СССР всех советских военнопленных и интернированных
5. Разрешить свободное перемещение советских войск по своей территории в любом направлении и всячески содействовать этому
6. В свою очередь СССР соглашался аннулировать все решения Второго Венского арбитража об изменении территории Румынии и помочь румынским войскам вернуть Трансильванию

12 сентября того же года СССР и Румыния на официальном уровне заключили перемирие. Позже, после октябрьской англо-советской конференции в Москве, Уинстоном Черчиллем и Иосифом Сталиным было принято решение о том, что Румыния будет оккупирована в основном советскими войсками. Общая численность советского контингента войск в Румынии после 1944 года в различных источниках указывается от 750 000 до 1 000 000 человек.
Период в истории Румынии с 23 августа 1944 по 30 декабря 1947 года современники прозвали «социалистической монархией», а Михая I — «королём-комсомольцем». Этот период характеризуется тем, что большое влияние в Румынии приобрели коммунисты. После выборов 1946 года в парламент Румынии прошли несколько партий, но к 1947 году парламентское большинство принадлежало Коммунистической партии Румынии (КПР). Это объясняется тем, что Фронт земледельцев развалился, фракции либералов и царанистов в парламентской борьбе потерпели поражение, а социал-демократическая партия подверглась сильной чистке, после которой вынуждена была слиться с коммунистами. Советизации Румынии способствовала и частая смена правительств: кабинет Константина Сэнэтеску прекратил существование 16 октября 1944, а сформированный 6 декабря кабинет Николае Рэдеску ушёл в отставку 6 марта 1945. Новый кабинет министров возглавил Петру Гроза, при котором Румыния начала сближение с СССР. В конце концов во второй половине 1947 года в Румынии произошла бескровная смена государственного строя: коммунистическое руководство страны объявило о преобразовании королевства в республику, а сам король Михай I отрёкся от престола 30 декабря. Позже Михай I заявил: «акт был подписан под физическим воздействием. У Петру Гроза в кармане был пистолет. Охрана была арестована, а артиллерия заняла позиции вокруг дворца». 3 января 1948 года короля и его семью лишили румынского гражданства, и тот эмигрировал в Великобританию.

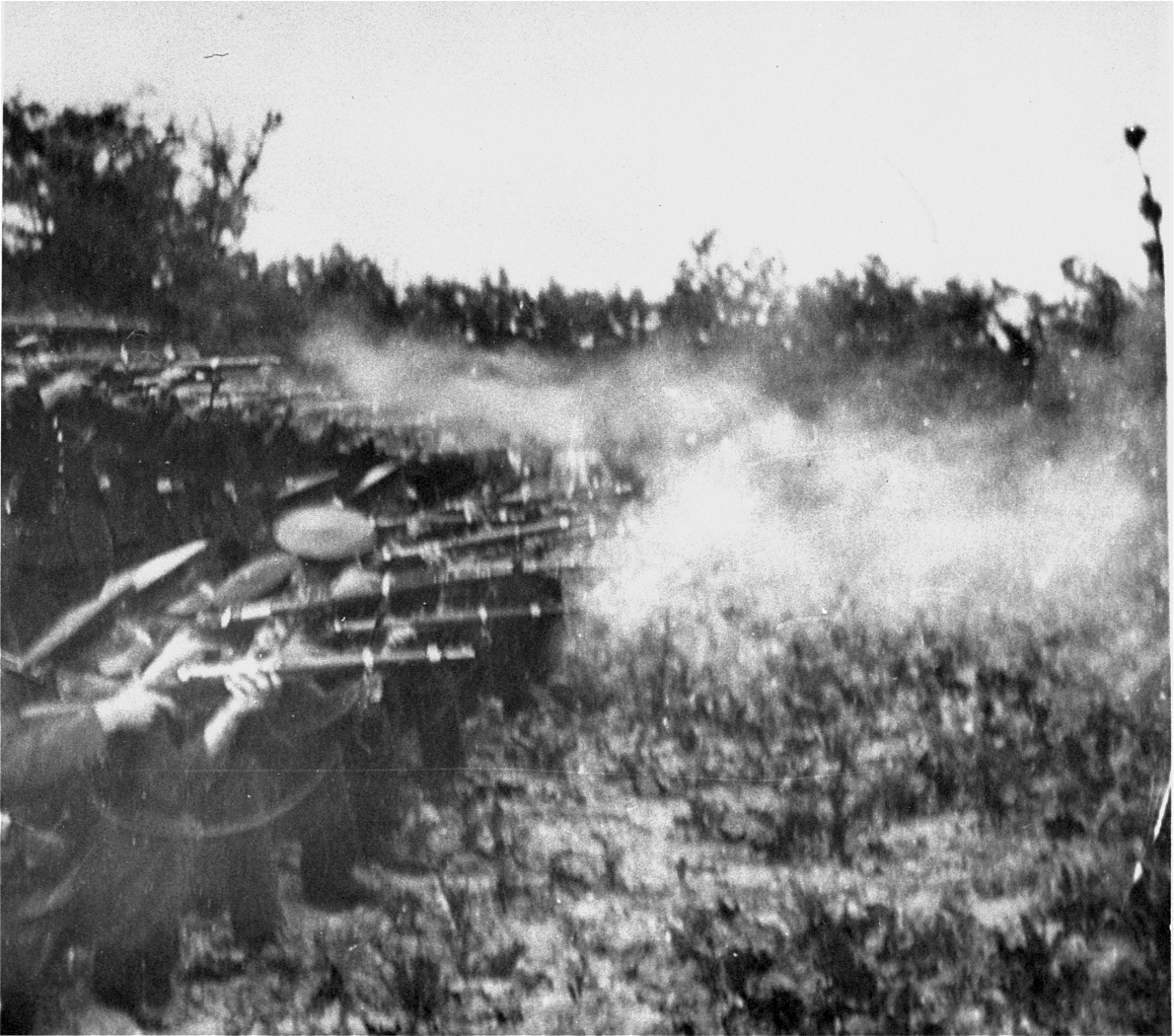
Расстрел бывшего кондукэтора Румынии Иона Антонеску (Жилава, 1 июня 1946)

После переворота Ион Антонеску был выдан СССР, однако позже возвращён в Румынию, где был расстрелян 1 июня 1946 года в тюрьме Жилавы по решению народного трибунала вместе со своими приближёнными. В государственном архиве Румынии отмечено, что перед расстрелом Антонеску спросил, кто будет в него стрелять — солдаты или офицеры, — а непосредственно перед смертью сказал: «История будет судить меня!»
6 июля 1945 года Михай I за успешное проведение переворота был награждён орденом «Победа» с формулировкой «За мужественный акт решительного поворота политики Румынии в сторону разрыва с гитлеровской Германией и союза с Объединёнными Нациями в момент, когда ещё не определилось ясно поражение Германии». В румынской историографии принято считать, что румынский народ самостоятельно сверг Иона Антонеску, без помощи извне.

### На русском
- Залесский К. А. Кто был кто во Второй мировой войне. Союзники Германии. — М.: АСТ, 2004. — Т. 2. — 492 с. — ISBN 5-271-07619-9.
- История Второй мировой войны. 1939—1945. — М., 1977. — Т. 8.

### На румынском
- Florin Constantiniu, O istorie sinceră a poporului român, Ed. Univers Enciclopedic, Bucureşti, 1997, ISBN 973-9243-07-X
- Romulus Dima, Contribuţia României la înfrângerea Germaniei fasciste, Bucureşti, 1982

### На английском
- David M. Glantz. Red Storm over the Balkans: The Failed Soviet Invasion of Romania, Spring 1944 (Modern War Studies). — University Press of Kansas, 2007. — ISBN 0-7006-1465-6.
- Sergiu Verona, «Military Occupation and Diplomacy: Soviet Troops in Romania, 1944—1958», Duke University Press, Durham, NC, 1992, ISBN 0-8223-1171-2